# Mortes em julho de 2019
Mortes em 2019: ← Janeiro – Fevereiro – Março – Abril – Maio – Junho – Julho – Agosto – Setembro – Outubro – Novembro – Dezembro →
Esta é uma relação de pessoas notáveis que morreram durante o mês de julho de 2019, listando nome, nacionalidade, ocupação e ano de nascimento.

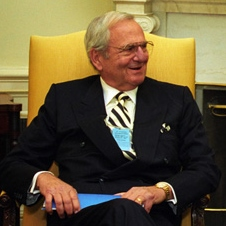
Lee Iacocca, empresário e escritor estadunidense.

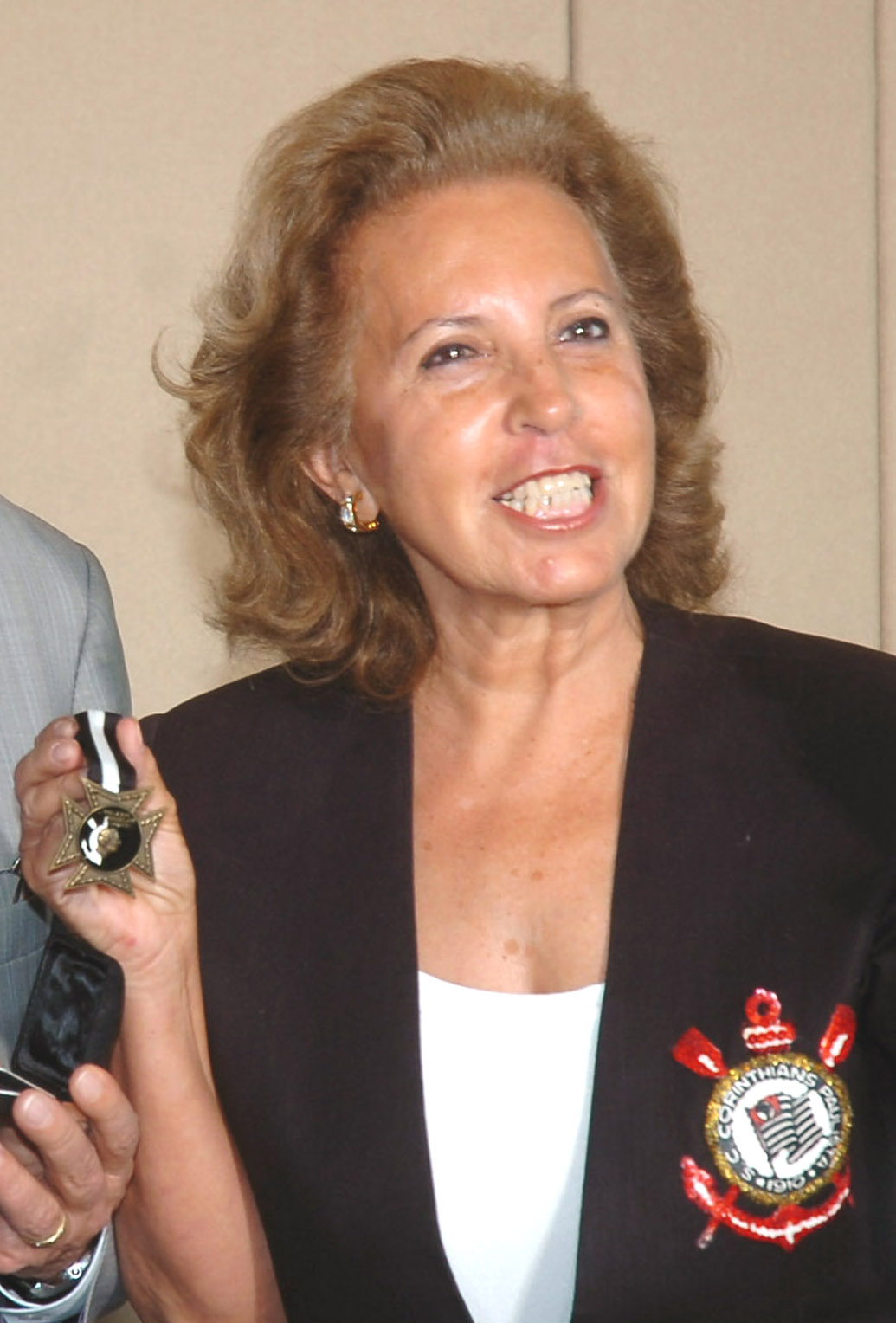
Marlene Matheus, dirigente esportiva brasileira.

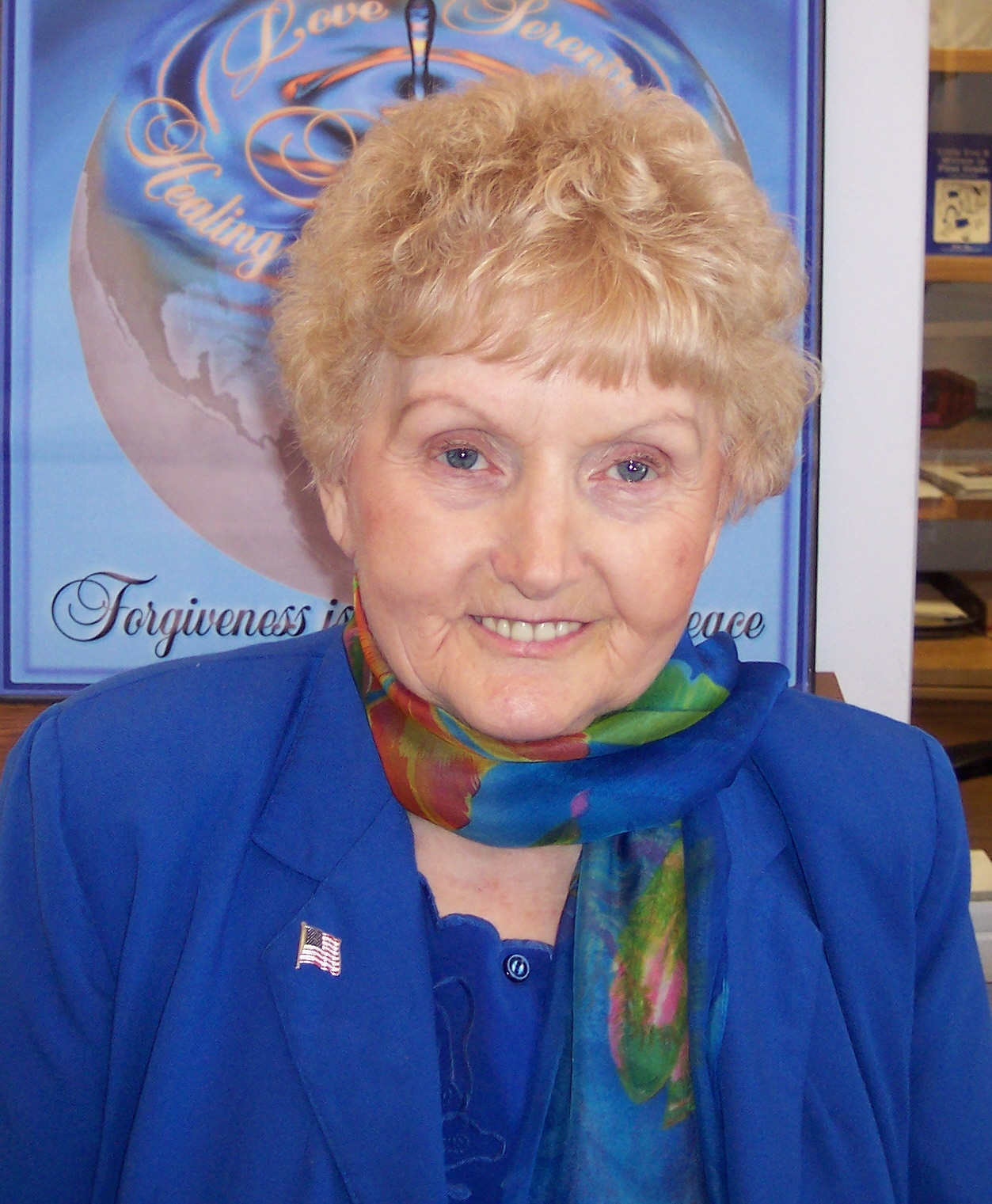
Eva Mozes Kor, sobrevivente do Holocausto.

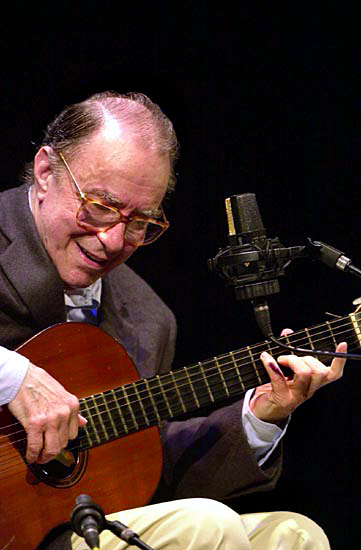
João Gilberto, cantor, violonista e compositor brasileiro.

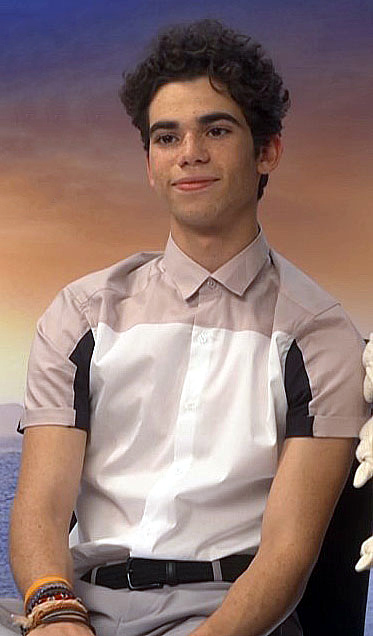
Cameron Boyce, ator estadunidense.

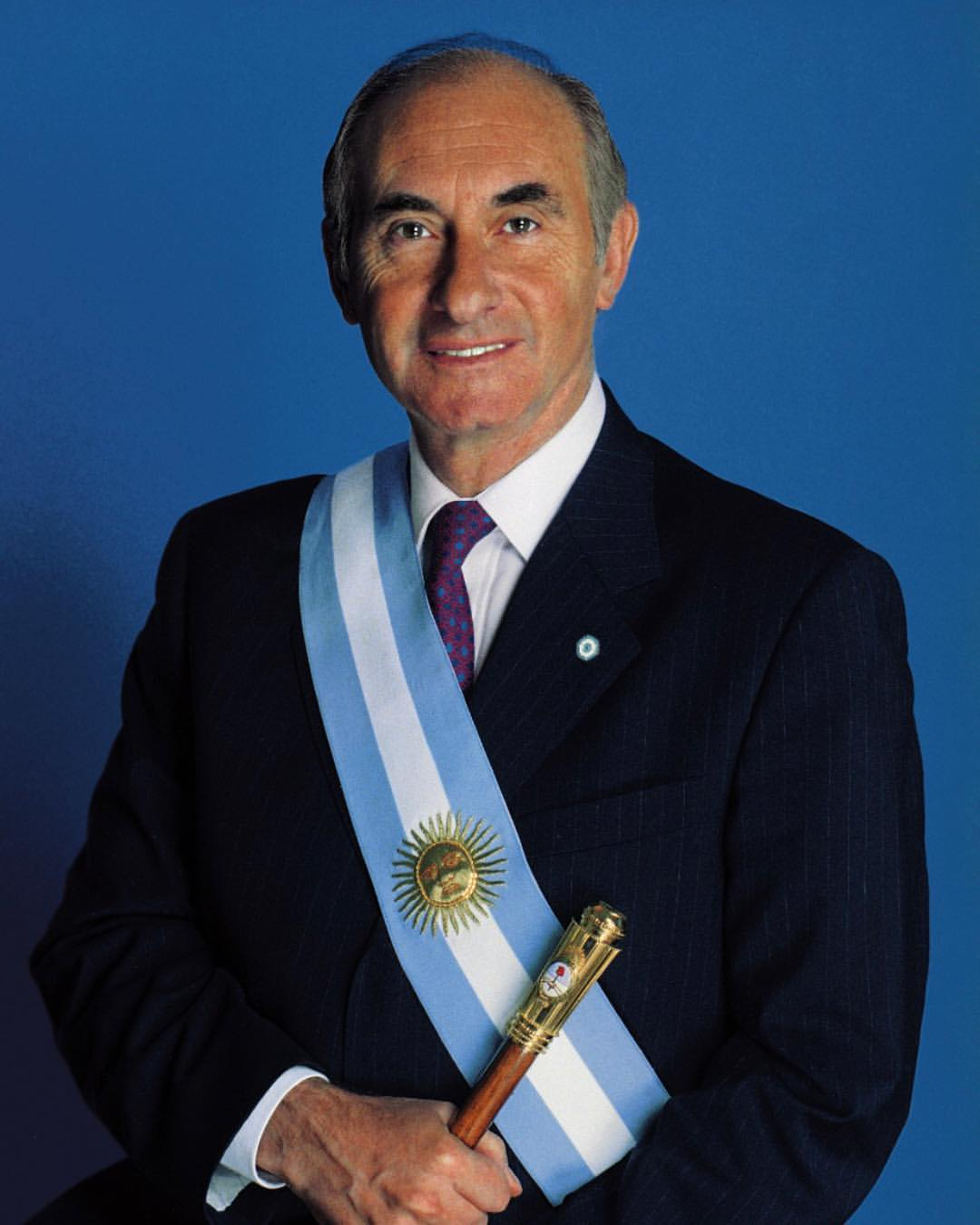
Fernando de la Rúa, ex-presidente da Argentina

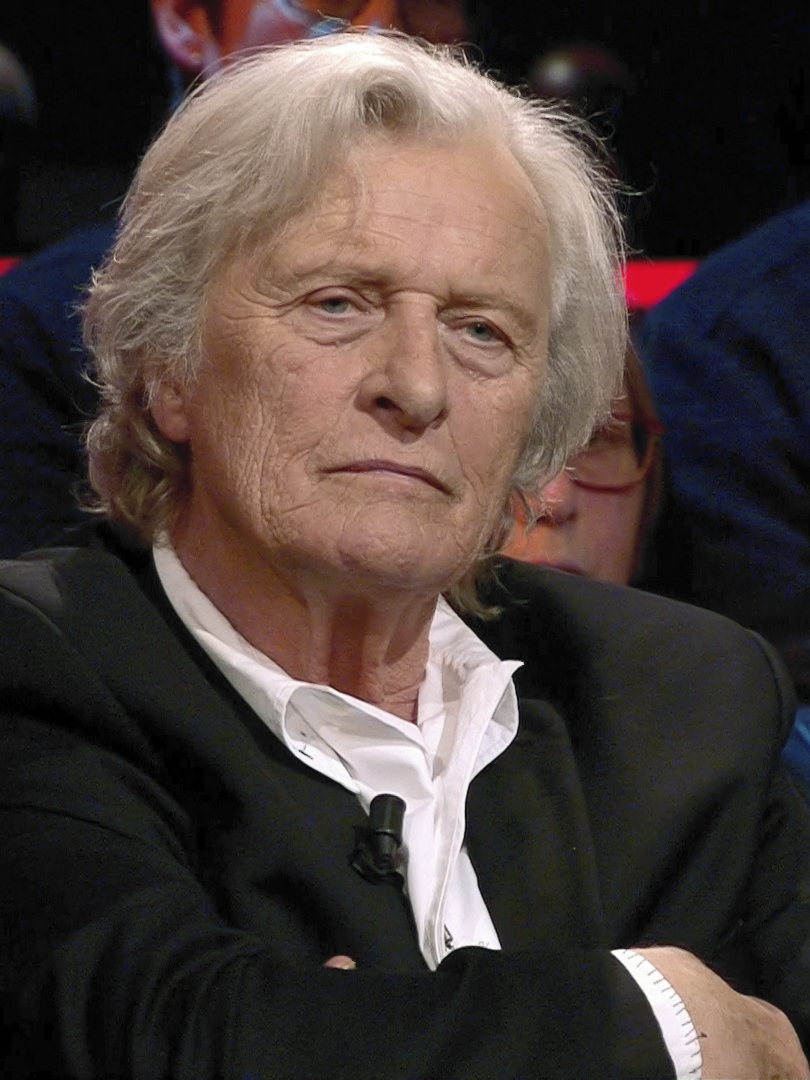
Rutger Hauer, ator neerlandês.

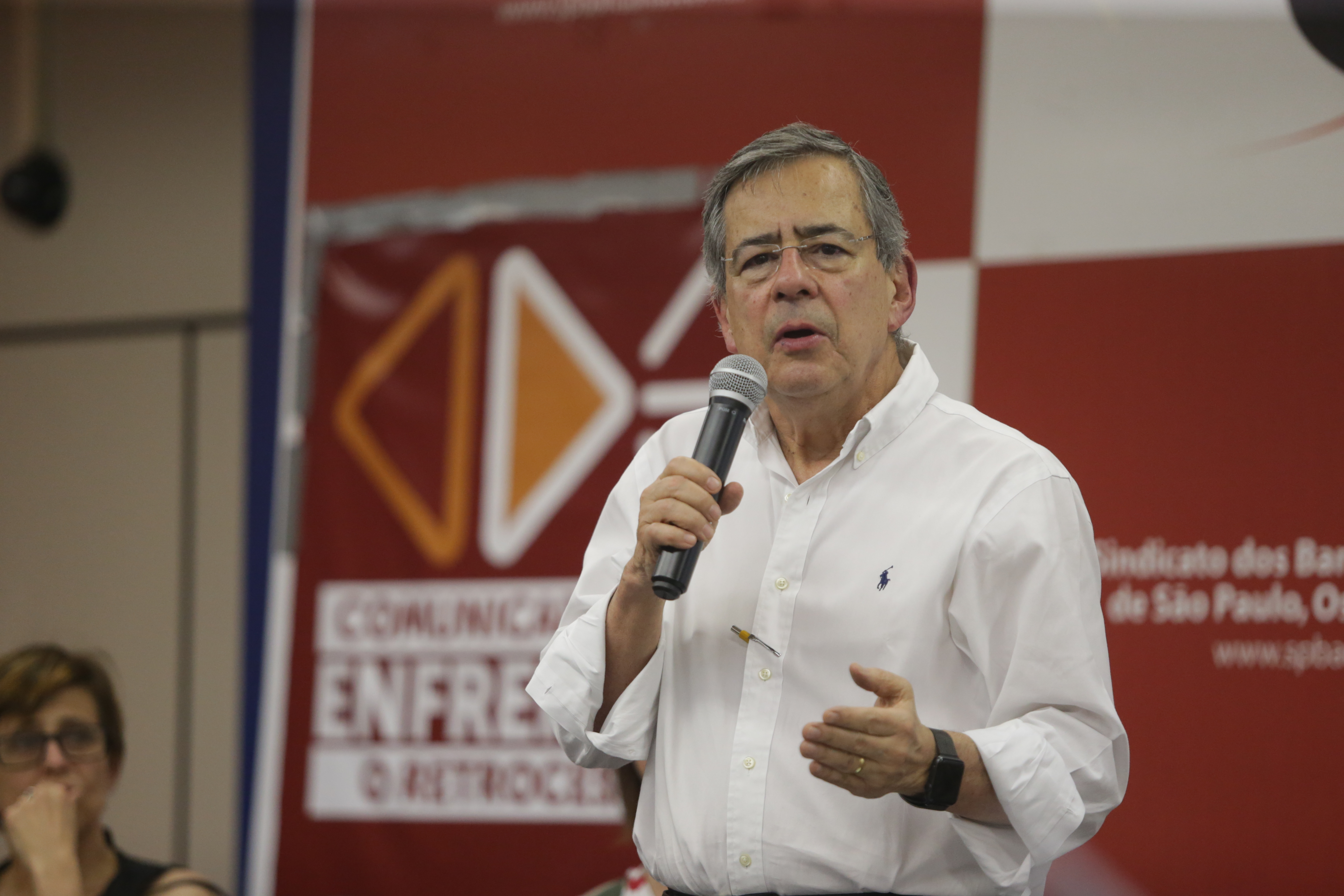
Paulo Henrique Amorim, jornalista brasileiro.

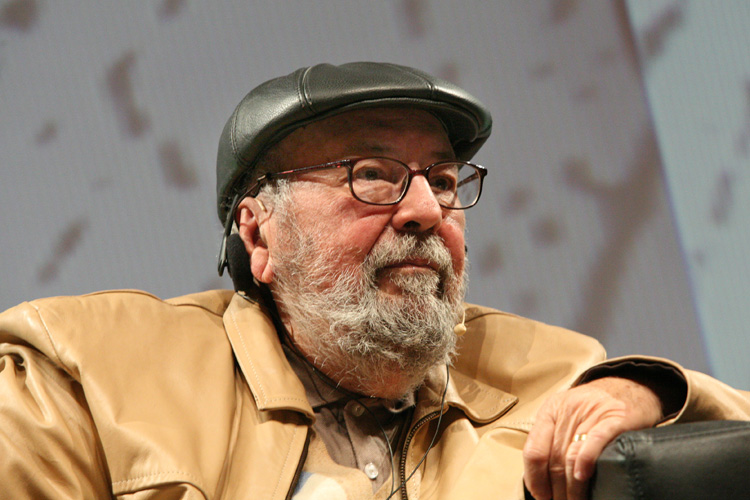
Chico de Oliveira, sociólogo brasileiro.

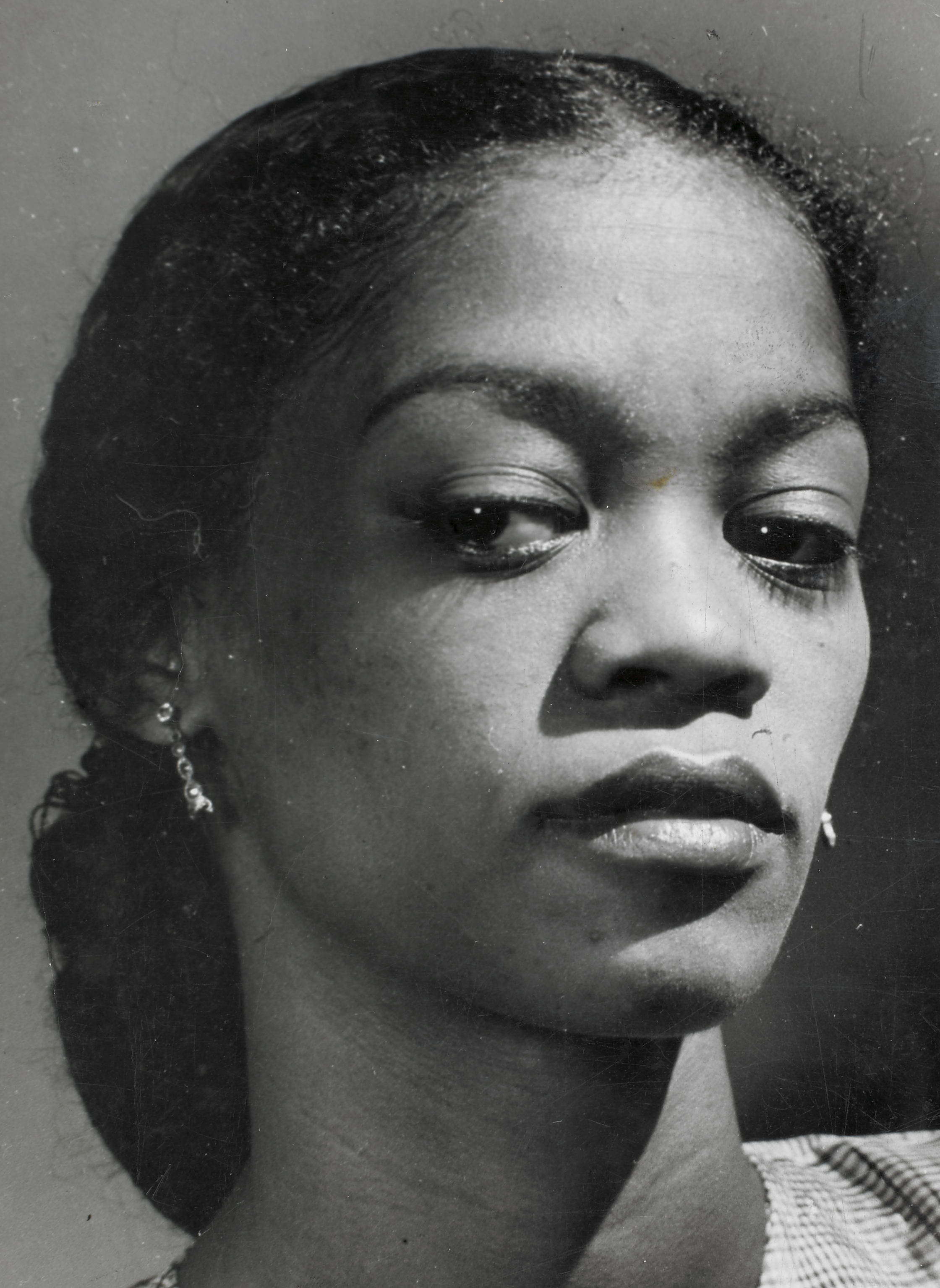
Ruth de Souza, atriz brasileira.

| Dia |  | Nome                          | Profissão ou motivo de reconhecimento                             | Nacionalidade             | Ano de nasc. | Ref    |
| --- |  | ----------------------------- | ----------------------------------------------------------------- | ------------------------- | ------------ | ------ |
| 1   |  | Norman Geisler                | Teólogo                                                           | Estados Unidos            | 1932         | [ 1 ]  |
| 1   |  | António Manuel Hespanha       | Historiador e jurista                                             | Portugal                  | 1945         | [ 2 ]  |
| 1   |  | Sid Ramin                     | Compositor                                                        | Estados Unidos            | 1919         | [ 3 ]  |
| 1   |  | Manuel da Costa Braz          | Político e oficial militar                                        | Portugal                  | 1934         | [ 4 ]  |
| 2   |  | W. Thomas Molloy              | Advogado                                                          | Canadá                    | 1940         | [ 5 ]  |
| 2   |  | Lee Iacocca                   | Empresário e escritor                                             | Estados Unidos            | 1924         | [ 6 ]  |
| 2   |  | Marlene Matheus               | Dirigente esportiva                                               | Brasil                    | 1936         | [ 7 ]  |
| 2   |  | Michael Colgrass              | Compositor                                                        | Estados Unidos            | 1932         | [ 8 ]  |
| 3   |  | Mitsuo Itoh                   | Motociclista                                                      | Japão                     | 1937         | [ 9 ]  |
| 3   |  | Jared Lorenzen                | Jogador de futebol americano                                      | Estados Unidos            | 1981         | [ 10 ] |
| 4   |  | Arturo Rodríguez              | Ator                                                              | Espanha                   | 1929         | [ 11 ] |
| 4   |  | Eduardo Fajardo               | Ator                                                              | Espanha                   | 1924         | [ 12 ] |
| 4   |  | Eva Mozes Kor                 | Sobrevivente do Holocausto                                        | Roménia                   | 1934         | [ 13 ] |
| 4   |  | Patrícia Araújo               | Modelo e atriz                                                    | Brasil                    | 1982         | [ 14 ] |
| 5   |  | Mílton da Cunha Mendonça      | Futebolista                                                       | Brasil                    | 1956         | [ 15 ] |
| 5   |  | Pierre Lhomme                 | Diretor de fotografia                                             | França                    | 1930         | [ 16 ] |
| 6   |  | João Gilberto                 | Cantor, violonista e compositor                                   | Brasil                    | 1931         | [ 17 ] |
| 6   |  | Salomão Schvartzman           | Jornalista e sociólogo                                            | Brasil                    | 1931         | [ 18 ] |
| 6   |  | Cameron Boyce                 | Ator                                                              | Estados Unidos            | 1999         | [ 19 ] |
| 7   |  | Artur Brauner                 | Produtor de cinema e empresário                                   | Polónia                   | 1918         | [ 20 ] |
| 7   |  | Paulo Bomfim                  | Poeta                                                             | Brasil                    | 1926         | [ 21 ] |
| 7   |  | Duda Molinos                  | Maquiador                                                         | Brasil                    | 1964         | [ 22 ] |
| 9   |  | Fernando de la Rúa            | Ex-presidente                                                     | Argentina                 | 1937         | [ 23 ] |
| 9   |  | Ross Perot                    | Empresário                                                        | Estados Unidos            | 1930         | [ 24 ] |
| 9   |  | Rip Torn                      | Ator                                                              | Estados Unidos            | 1931         | [ 25 ] |
| 9   |  | Gaëtan                        | Artista plástico                                                  | Portugal                  | 1944         | [ 26 ] |
| 10  |  | Paulo Henrique Amorim         | Jornalista                                                        | Brasil                    | 1943         | [ 27 ] |
| 10  |  | Rostand Paraíso               | Médico, cronista e memorialista                                   | Brasil                    | 1930         | [ 28 ] |
| 10  |  | Valentina Cortese             | Atriz                                                             | Itália                    | 1923         | [ 29 ] |
| 10  |  | Chico de Oliveira             | Sociólogo                                                         | Brasil                    | 1933         | [ 30 ] |
| 10  |  | Denise Nickerson              | Atriz                                                             | Estados Unidos            | 1957         | [ 31 ] |
| 11  |  | Carlos Átila                  | Diplomata                                                         | Brasil                    | 1938         | [ 32 ] |
| 11  |  | Joaquim Brasil Fontes Júnior  | Professor, filósofo e tradutor                                    | Brasil                    | 1939         | [ 33 ] |
| 12  |  | Claudio Naranjo               | Psiquiatra e músico                                               | Chile                     | 1932         | [ 34 ] |
| 12  |  | Emily Hartridge               | Youtuber                                                          | Reino Unido               | 1984         | [ 35 ] |
| 12  |  | Pedro Dumont                  | Tenista                                                           | Brasil                    | 1994         | [ 36 ] |
| 12  |  | Fernando Corbató              | Informático                                                       | Estados Unidos            | 1926         | [ 37 ] |
| 13  |  | Zazá                          | Cantor e compositor                                               | Brasil                    | 1952         | [ 38 ] |
| 13  |  | Paulo de Tarso Santos         | Advogado e político                                               | Brasil                    | 1926         | [ 39 ] |
| 13  |  | Altemir Marquez da Cruz       | Futebolista                                                       | Brasil                    | 1938         | [ 40 ] |
| 13  |  | Odette Eid                    | Escultora                                                         | Líbano/ Brasil            | 1922         | [ 41 ] |
| 13  |  | Paolo Sardi                   | Cardeal                                                           | Itália                    | 1934         | [ 42 ] |
| 14  |  | Pernell Whitaker              | Pugilista                                                         | Estados Unidos            | 1964         | [ 43 ] |
| 14  |  | Heinz Haferkamp               | Engenheiro mecânico                                               | Alemanha                  | 1933         | [ 44 ] |
| 15  |  | Marc Batchelor                | Futebolista                                                       | África do Sul             | 1970         | [ 45 ] |
| 15  |  | Rex Richards                  | Químico                                                           | Reino Unido               | 1922         | [ 46 ] |
| 16  |  | John Paul Stevens             | Magistrado                                                        | Estados Unidos            | 1920         | [ 47 ] |
| 16  |  | Rosa María Britton            | Escritora                                                         | Panamá                    | 1936         | [ 48 ] |
| 16  |  | José Antônio de Souza         | Dramaturgo                                                        | Brasil                    | ?            | [ 49 ] |
| 17  |  | Robert Waseige                | Futebolista e treinador                                           | Bélgica                   | 1939         | [ 50 ] |
| 17  |  | Andrea Camilleri              | Escritor, roteirista e diretor de teatro                          | Itália                    | 1925         | [ 51 ] |
| 18  |  | Walter Barelli                | Economista                                                        | Brasil                    | 1938         | [ 52 ] |
| 18  |  | Yasuhiro Takemoto             | Diretor                                                           | Japão                     | 1972         | [ 53 ] |
| 18  |  | David Hedison                 | Ator                                                              | Estados Unidos            | 1927         | [ 54 ] |
| 19  |  | César Pelli                   | Arquiteto                                                         | Argentina/ Estados Unidos | 1926         | [ 55 ] |
| 19  |  | Agnes Heller                  | Filósofa                                                          | Hungria                   | 1929         | [ 56 ] |
| 19  |  | Rutger Hauer                  | Ator                                                              | Países Baixos             | 1944         | [ 57 ] |
| 20  |  | Roberto Fernández Retamar     | Poeta                                                             | Cuba                      | 1930         | [ 58 ] |
| 20  |  | Peter McNamara                | Tenista                                                           | Austrália                 | 1955         | [ 59 ] |
| 21  |  | José Manuel Estepa Llaurens   | Cardeal                                                           | Espanha                   | 1926         | [ 60 ] |
| 21  |  | Isabel Wolmar                 | Apresentadora de televisão,atriz, dobradora, escritora e locutora | Portugal                  | 1933         | [ 61 ] |
| 22  |  | Christopher Columbus Kraft Jr | Engenheiro Aeroespacial                                           | Estados Unidos            | 1924         | [ 62 ] |
| 22  |  | Li Peng                       | Ex-primeiro-ministro                                              | China                     | 1928         | [ 63 ] |
| 22  |  | Antonio Carlos Rocha-Campos   | Geólogo                                                           | Brasil                    | 1937         | [ 64 ] |
| 23  |  | Juarez Soares                 | Jornalista e político                                             | Brasil                    | 1941         | [ 65 ] |
| 24  |  | Sammy Chapman                 | Futebolista e treinador                                           | Reino Unido               | 1938         | [ 66 ] |
| 25  |  | Béji Caïd Essebsi             | Presidente                                                        | Tunísia                   | 1926         | [ 67 ] |
| 25  |  | Lauro Búrigo                  | Treinador de futebol                                              | Brasil                    | 1936         | [ 68 ] |
| 25  |  | Alberto Ponce                 | Músico                                                            | Espanha                   | 1935         | [ 69 ] |
| 26  |  | Jaime Lucas Ortega y Alamino  | Cardeal                                                           | Cuba                      | 1936         | [ 70 ] |
| 26  |  | Christoforos Liontakis        | Escritor, tradutor e poeta                                        | Grécia                    | 1945         | [ 71 ] |
| 26  |  | Russi Taylor                  | Atriz e dubladora                                                 | Estados Unidos            | 1944         | [ 72 ] |
| 26  |  | Bryan Magee                   | Filósofo, radialista, político e escritor                         | Reino Unido               | 1930         | [ 73 ] |
| 27  |  | John Robert Schrieffer        | Físico                                                            | Estados Unidos            | 1931         | [ 74 ] |
| 27  |  | Humphrey Mijnals              | Futebolista                                                       | Suriname/ Países Baixos   | 1930         | [ 75 ] |
| 27  |  | Carlos Cruz-Díez              | Pintor                                                            | Venezuela                 | 1923         | [ 76 ] |
| 28  |  | Ruth de Souza                 | Atriz                                                             | Brasil                    | 1921         | [ 77 ] |
| 28  |  | Milton Ferreti Jung           | Radialista e locutor esportivo                                    | Brasil                    | 1935         | [ 78 ] |
| 28  |  | George Hilton                 | Ator                                                              | Uruguai                   | 1934         | [ 79 ] |
| 29  |  | Egil Danielsen                | Atleta                                                            | Noruega                   | 1933         | [ 80 ] |
| 29  |  | Mário Gonzalez                | Golfista                                                          | Brasil                    | 1922         | [ 81 ] |
| 29  |  | Vasil Metodiev                | Futebolista                                                       | Bulgária                  | 1935         | [ 82 ] |
| 30  |  | Nick Buoniconti               | Jogador de futebol americano                                      | Estados Unidos            | 1940         | [ 83 ] |
| 31  |  | Harold Prince                 | Produtor teatral e diretor                                        | Estados Unidos            | 1928         | [ 84 ] |